# Мочарник бранденбурзький
Мочарник бранденбурзький (Philonotis marchica) — вид мохів порядку Bartramiales.

## Поширення
Батьківщиною є Європа, Африка, Північна Америка, Азія.
Населяє каміння, ґрунт, вологі місця, узбіччя доріг, джерела; від низьких до високих (30–3000 метрів).

## Характеристика
Рослини дрібні, в нещільних або щільних пучках, жовтуваті чи яскраво-зелені, бурі проксимально. Стебла 1–6 см, прямі, прості або 2-роздільні, запушені проксимально. Листки від трикутних до злегка яйцювато-ланцетних, 1–2.3 мм; краї плоскі або іноді вузько закручені, зубчасті майже до основи, зубці поодинокі; верхівка загострена. Спеціалізоване безстатеве розмноження за допомогою пропагули, яка іноді розвивається в пазухах листків. Вид дводомний. Коробочкові ніжки 1.5–4 см, гнучкі. Коробочка 1–2.5 мм. Спори кулясті, 20–30 мкм; Дозрівання коробочок: березень — вересень.